# Morozzo
Morozzo  (Moross auf Piemontesisch) ist eine Gemeinde in der italienischen Provinz Cuneo (CN), Region Piemont.

## Lage und Einwohner
Morozzo liegt 16 km östlich von der Provinzhauptstadt Cuneo entfernt, nahe des Zusammenfluss von Brobbio und Pesio. Das Gemeindegebiet umfasst eine Fläche von 21 km² und hat 2008 Einwohner (Stand 31. Dezember 2023). Zu den Fraktionen (Frazioni) gehören Consovero, Riforano und Trucchi. Zusammen mit Magliano Alpi und dem Weiler Crava der Gemeinde Rocca de’ Baldi hat Morozzo seit 1933 einen Bahnhof an der Bahnstrecke Turin–Fossano–Savona.
Die Nachbargemeinden sind Beinette, Castelletto Stura, Cuneo, Margarita, Mondovì, Montanera, Rocca de’ Baldi und Sant’Albano Stura.

## Geschichte

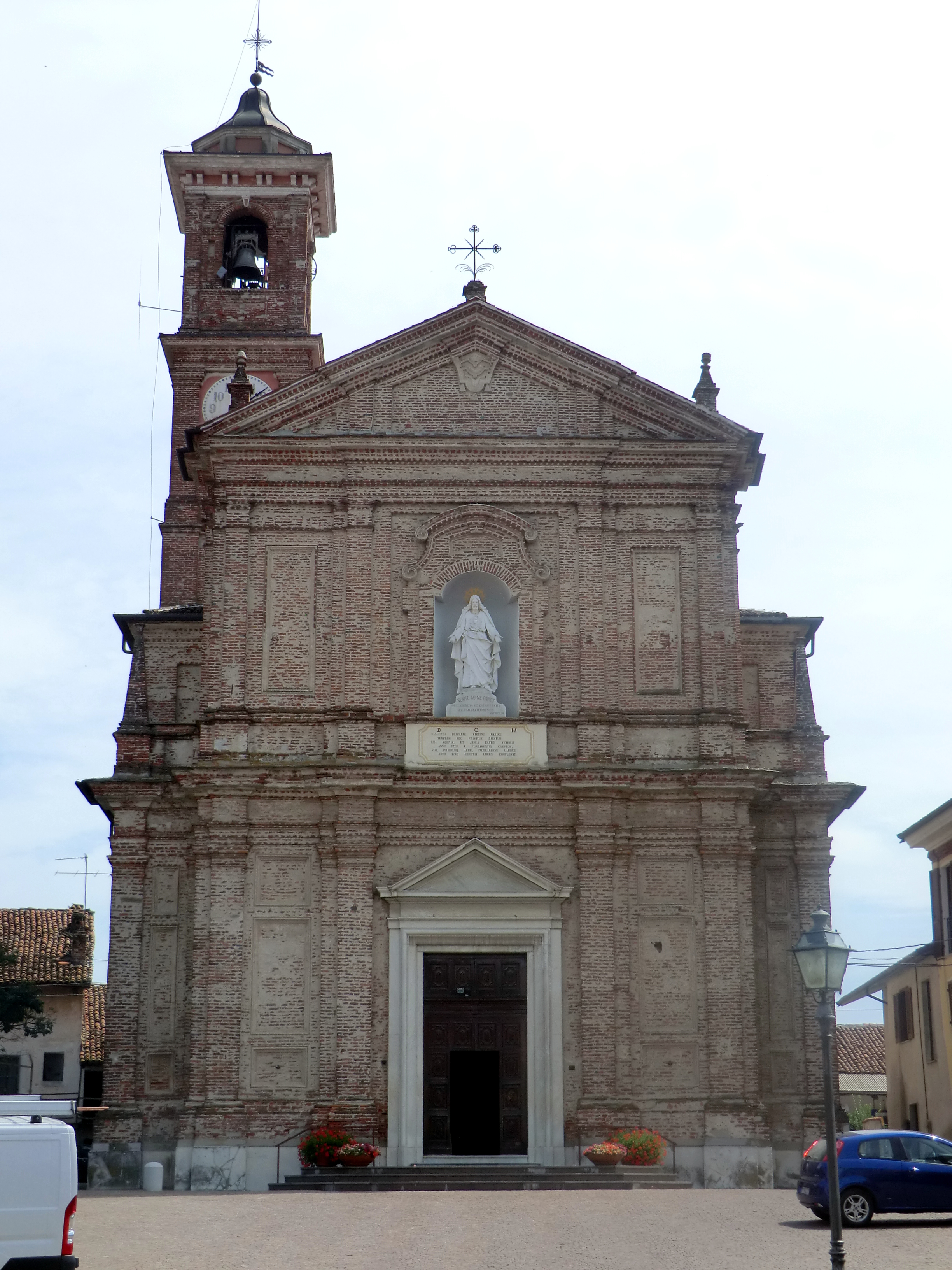
Pfarrkirche Maria Geburt

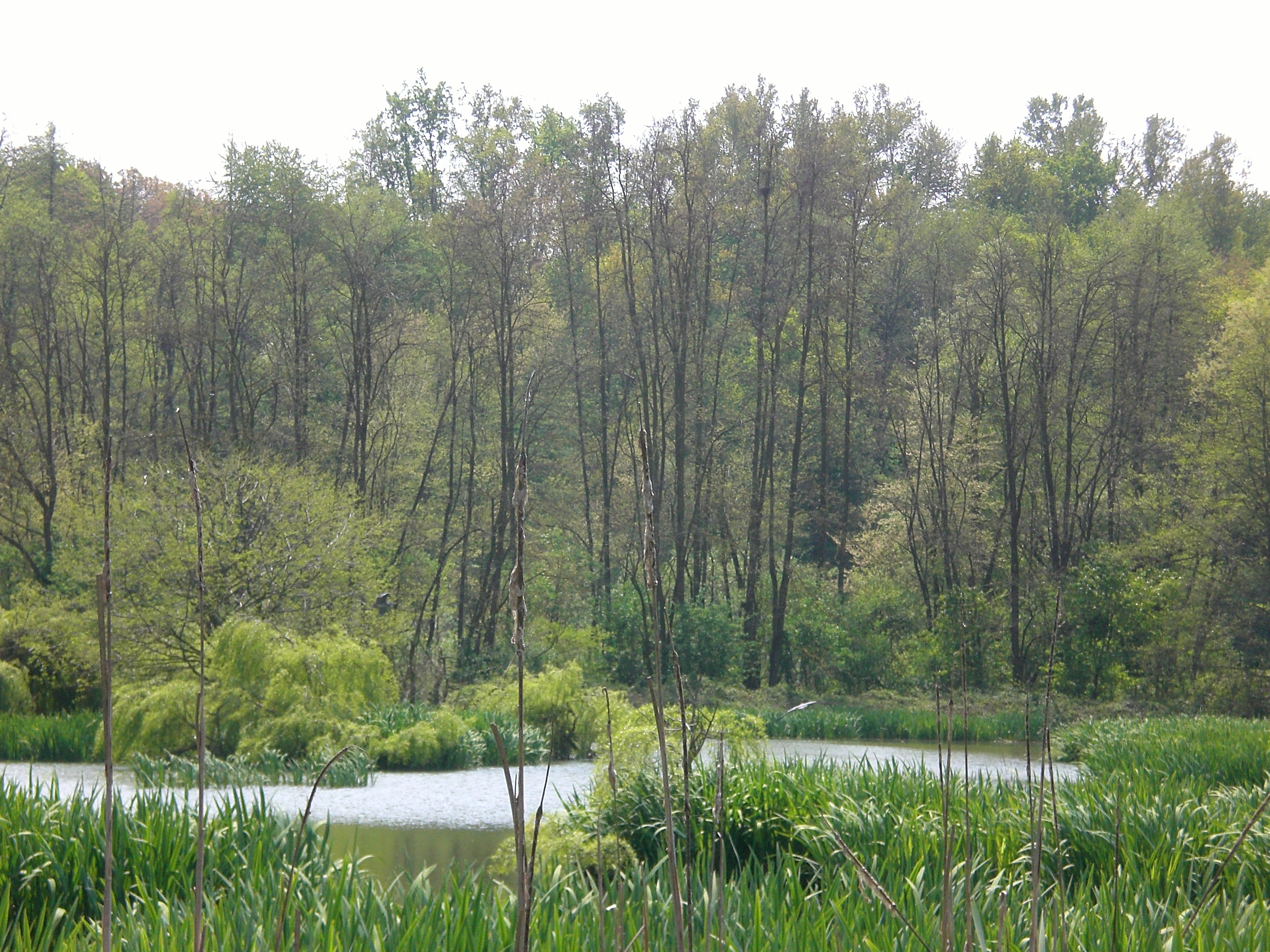
Naturschutzgebiet Crava Morozzo

Die ältesten Informationen über Morozzo stammen aus einigen römischen Funden, die im Stadtmuseum von Cuneo aufbewahrt werden, weshalb eine ligurische und später römische Gründung vermutet wird.
Erst ab 951 erscheint es erstmals auf einer Urkunde. Es war ein Lehen einer großen Gruppe von Vasallenfamilien des Bischofs von Asti. Anschließend wurde es von der monregalesischen Armee besetzt und geplündert. Es wurde Teil des Bezirks Cuneo und verfolgte die Ereignisse lange Zeit, bis es, nachdem es sich gegen die Herrschaft der Anjou aufgelehnt hatte, vom königlichen Seneschall dem Erdboden gleichgemacht wurde. Einige Jahre später wurde es von den Markgrafen von Ceva wieder aufgebaut und später an Gian Galeazzo Visconti übergeben. Von Kaiser Karl V. der Familie Saluzzo zugeteilt, gelangte es schließlich an die Familie Savoyen, die es zunächst an die Familie Pallavicino-Ceva und dann an Carlo Filippo Morozzo als Lehen überließ.

## Sehenswürdigkeiten
- Die Pfarrkirche Mariä Geburt, in deren Inneren wertvolle Stuckaltäre zu bewundern sind.
- Das Heiligtum der Madonna del Bricchetto, das innerhalb einer weitläufigen Stadtmauer steht.
- Das Naturschutzgebiet Crava Morozzo (Riserva naturale Crava Morozzo)